# 北島 (詩人)
北島 (ベイダオ、ほくとう/英: Bei Dao）、1949年8月2日 - ）は、中華民国北平 (現在の中華人民共和国北京) 生まれでアメリカ合衆国の詩人、翻訳家。簡体字は北岛、英語表記はBei Dao。ペイタオとも呼ばれる。中国語の本名は趙 振開 (ヂァオヂェンカイ)。香港中文大学教授。ペンネームは石黙、艾珊など。

## 来歴
1949年8月2日北平に生まれる。子どものころ父親から中国の古典詩詞を暗唱させられた。家では正統的本の他、禁書の類も読みふけった。北京第四中学在学中、1966年の文化大革命開始により学業を中断され、建設現場の肉体労働者として10年余りを過ごした。文革初期は紅衛兵の積極分子であった。1970年、21歳で詩作を開始。文革が収束した後の1978年、同じく詩人の芒克、画家の黄鋭らと地下文学雑誌『今天』を創刊し、主編を務めた（『今天』は1980年停刊処分。1990年にノルウェーで、1998年には日本で復刻）。後に『新観察』、文学雑誌『中国』の編集に携わり、1986年『北島詩集』出版。いわゆる「朦朧詩派」の中心的存在として活躍し、当時の若者世代に支持を得た。
またエーディト・ショーデルグランなど北欧詩の翻訳も手掛け、1987年には英国のダーハム大学で客員研究員を務めた。1988年末に帰国、1989年2月に政治犯釈放を求めた公開書簡を公表。同年4月招かれて米国へ出国し、ドイツをへてノルウェーのオスロ大学に籍を置く。1990年米国PENクラブの自由写作賞 (Freedom to Write Award) を受賞し、その賞金で『今天』をオスロで復刊、以降編集長を務める。この年、芒克、黄鋭と共に日中国際芸術祭に参加のため来日した。またスウェーデンのストックホルムに滞在後、1991年までデンマークのアーフス大学で教鞭をとる。1992年、オランダのライデン大学の客員長期滞在作家となる。1993年米国へ移り、東ミシガン大学の客員教授となり、翌1994年ミシガン大学国際センター所属外国人芸術家となる。1995年カリフォルニア州に移り、カリフォルニア大学デービス校客員教授を2年務める。このころ中国籍のまま市民権も得た。
2000年、パリのポンピドゥー・センター所属の外国人芸術家となり、また米国ウィスコンシン州のベロイト・カレッジで教鞭をとり、大学所属の長期滞在詩人となる。その後ニューヨーク州立大学ストーニーブルック校、カリフォルニア大学バークレイ校、同デービス校、アラバマ大学、ノートルダム大学でも教鞭をとる。2000年11月には大岡信主宰のしずおか連詩に参加のために来日した。
2008年より香港中文大学人文講座教授となる。
彼の詩「回答」は、1976年の北京でのデモから、2021年1月武漢で内部告発をした医師李文亮の追悼まで、中国の民主化運動の賛歌となっている。

## 受賞
- 1990年 米国PENクラブ自由写作賞[6]
- 1990年 スウェーデンPENクラブトゥホルスキー賞（ドイツ語版）[13]

- 2015年 ストルガ詩の夕べ金冠賞[14]

## 著作

### 詩
- 回答 1976年 (四五天安門事件に際し作られ、1978年『今天』創刊号掲載、1979年公式刊行物『詩刊』に転載[8]）
- 花束 1978年
- 終りまたは始まり 1980年
- 眠れ谷間よ 1981年
- 白日夢 1986年
- 天涯にて 1993年
- 零度以上の風景 1996年

### 小説
- 波 1979年

### 散文集
- 失敗之書 2004年
- 青い家 2008年
- 城門開 2010年

### 翻訳書
- 北欧現代詩選 1987年
- シューデルグラン詩選 1987年

## 日本語で読める作品
- 是永駿編訳『北島(ペイ・タオ)詩集』 土曜美術社, 1988年 （世界現代詩文庫 ; 13）ISBN 4-88625-161-7 (初期作品～「白昼夢」1986までを収録)
- 是永駿訳『ブラックボックス』書肆山田, 1991年 NCID BN0802267X[15]
- 是永駿編訳『北島(ペイタオ)詩集』 書肆山田, 2009年 ISBN 978-4-87995-758-0